# Bezirk Frankfurt

Länet Frankfurts läge i DDR

Bezirk Frankfurt eller Bezirk Frankfurt (Oder) var ett län (tyska: Bezirk) i Östtyskland med Frankfurt an der Oder som huvudort.  Länet hade en area av 7 186 km² och 713 764 invånare (31 december 1988).

## Historia
Det grundades tillsammans med övriga 13 distrikt 25 juli 1952 och ersatte då de tidigare tyska delstaterna i Östtyskland. 
Efter den tyska återföreningen avvecklades länet Frankfurt och området blev del av det nyskapade förbundslandet Brandenburg. 

## Administrativ indelning
Länet Frankfurt delades in i tre stadskretsar (tyska:’’Stadtkreise’’) och nio distrikt/kretsar (tyska:Kreise):

### Stadskretsar i Bezirk Frankfurt
- Frankfurt (Oder)
- Eisenhüttenstadt (mellan 1953 och 1961 kallades staden Stalinstadt)
- Schwedt/Oder (fram till september 1961 en del av distriktet Angermünde)

### Distrikt i Bezirk Frankfurt
| Distrikt (Kreis)            | Huvudort                                              |
| Kreis Angermünde            | Angermünde                                            |
| Kreis Bad Freienwalde       | Bad Freienwalde                                       |
| Kreis Beeskow               | Beeskow                                               |
| Kreis Bernau                | Bernau                                                |
| Kreis Eberswalde            | Eberswalde                                            |
| Kreis Eisenhüttenstadt-Land | Fürstenberg* (1952–1961) Eisenhüttenstadt (1961–1990) |
| Kreis Fürstenwalde          | Fürstenwalde                                          |
| Kreis Seelow                | Seelow                                                |
| Kreis Strausberg            | Strausberg                                            |

* Staden Fürstenberg sammanslogs med staden Stalinstadt 1961